# All Shall Be Well (película)
All Shall Be Well es una película dramática de Hong Kong de 2024 escrita y dirigida por Ray Yeung. La película protagonizada por Patra Au y, Maggie Li Lin Lin inicialmente gira en torno a Angie y Pat, una pareja de lesbianas acomodadas de unos 60 años. La historia cuenta la dinámica familiar tras la muerte repentina de Pat.
Se estrenó en la sección Panorama del 74º Festival Internacional de Cine de Berlín el 16 de febrero de 2024. La película obtuvo el Premio Teddy al mejor largometraje de temática LGBTQ, y el 3er lugar en el Premio Panorama del Público al Mejor Largometraje.

## Sinopsis
Angie y Pat son desde hace 30 años una feliz y acomodada pareja de lesbianas de unos 60 años que vive en el piso de Pat en Hong Kong. Sus amigos y familiares respetan y adoran su relación. Una noche Pat fallece repentinamente. Angie recibe el consuelo de sus amigos y, al comienzo, también de la familia de Pat. Pero enseguida las disputas sobre el funeral y la herencia de Pat provocan una ruptura entre ellos. Angie no tiene derecho legal al piso y depende de la bondad de la familia de Pat, que se desvanece. Pat era quien se encargaba de todo en su relación, aunque se repartían los gastos a partes iguales. Con la ayuda de su familia elegida, Angie inicia un viaje de autosuficiencia en sus últimos años.

## Reparto
- Patra Au como Angie
- Maggie Li Lin Lin como Pat
- Tai Bo como Shing
- Leung Chung Hang como Víctor
- Fish Liew como Fanny
- Hui So Ying como Mei
- Rachel Leung como Kitty
- Luna Shaw como Yvonne

## Estreno
All Shall Be Well se estrenó a nivel mundial el 16 de febrero de 2024, en el marco del 74º Festival Internacional de Cine de Berlín, en Panorama.
En diciembre de 2023, la empresa Films Boutique, con sede en Berlín, adquirió los derechos de venta de la película antes de su estreno en la Berlinale.
La película inauguró el 48º Festival Internacional de Cine de Hong Kong el 28 de marzo de 2024. Tuvo su estreno canadiense en el Festival de Cine y Vídeo Inside Out el 26 de mayo de 2024.

## Recepción
Josh Slater-Williams, de IndieWire, que la vio en la Berlinale calificó la película como sobresaliente y escribió: «[el] cuarto largometraje profundamente conmovedor del escritor y director Ray Yeung explora con ternura las consecuencias de una pérdida inesperada, donde se agrava la incertidumbre y el caos del período de duelo inmediato por las negociaciones delicadas que deben abordarse».
Clotilde Chinnici, que escribió en Loud And Clear Reviews, calificó la película con cuatro estrellas y dijo: «Si hay una película que podría capturar este mismo sentimiento de este dolor mundano y, sin embargo, devastador para el mundo, es esta».
Paul Heath, de The Hollywood News, que la reseñó en la Berlinale, también calificó la película con cuatro estrellas y escribió: «Bellamente contada y magníficamente interpretada, All Shall Be Well es un drama envolvente y muy triste que destaca en la sección Panorama de la Berlinale de este año».
Olivia Popp, de Asian Movie Pulse, afirma: «El último largometraje de Yeung es generoso pero nunca indulgente, tomando el accesible género del drama familiar y situándolo en el contexto de temas de actualidad en el Hong Kong queer de hoy... Entre secuencias, Yeung intercala altísimos rascacielos de Hong Kong filmados desde abajo, la ciudad a la vez un refugio para la pareja -donde los dueños de los puestos del mercado callejero las reconocen alegremente- y una fuente amenazadora de lo desconocido».

## Reconocimientos
- La película obtuvo el Premio Teddy al mejor largometraje de temática LGBTQ,[5] y el 3er lugar en el Premio Panorama del Público al Mejor Largometraje.[6]